# Kaple svatého Jana Nepomuckého (Valdštejn)
Kaple svatého Jana Nepomuckého je barokní sakrální stavba na hradě Valdštejně v okrese Semily v Libereckém kraji. Od roku 1964 je kaple spolu s celým hradem, který se nachází v pískovcové skalní oblasti CHKO Český ráj, chráněná jako kulturní památka.

## Historie

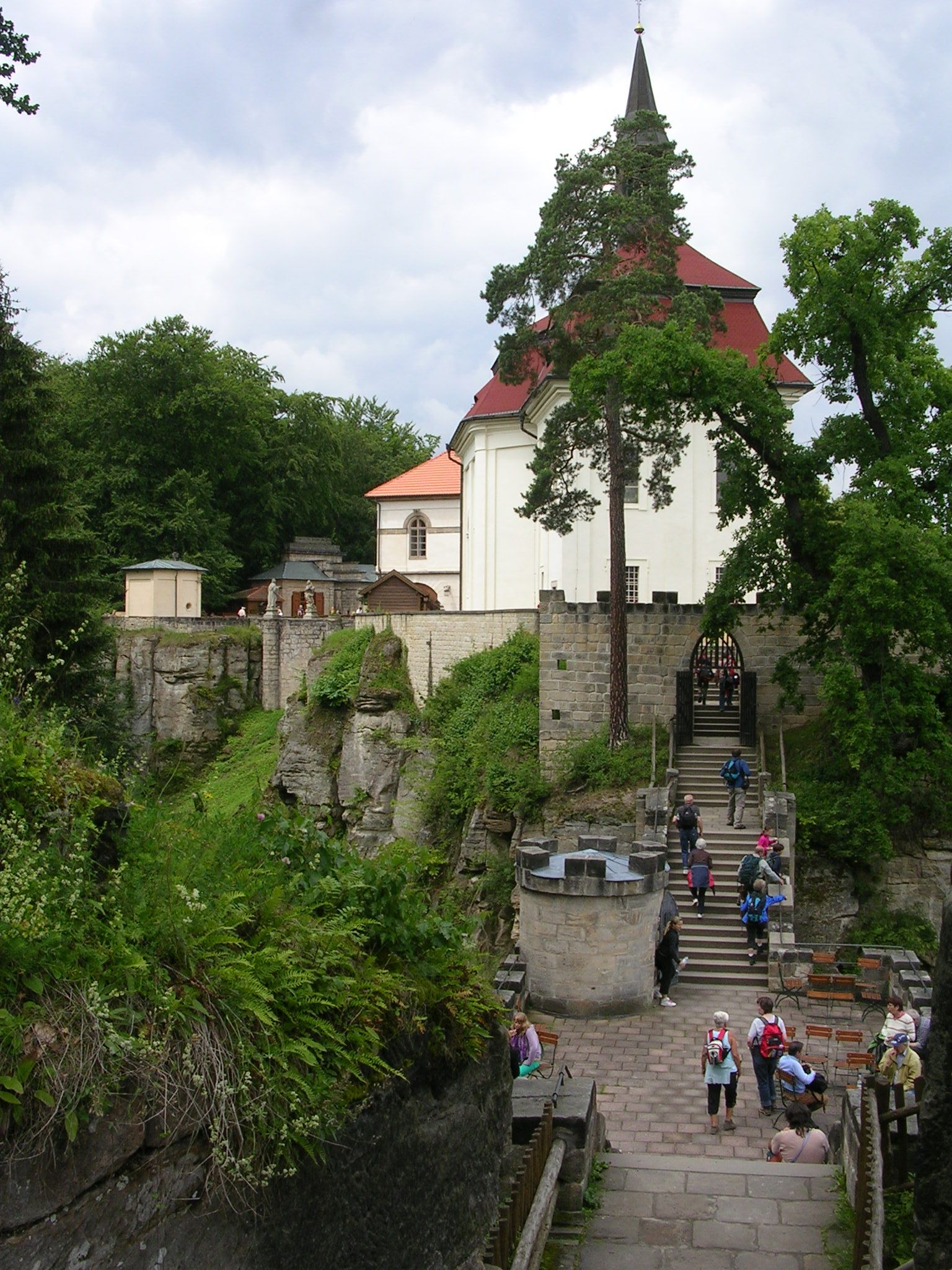
Hradní kaple od východu

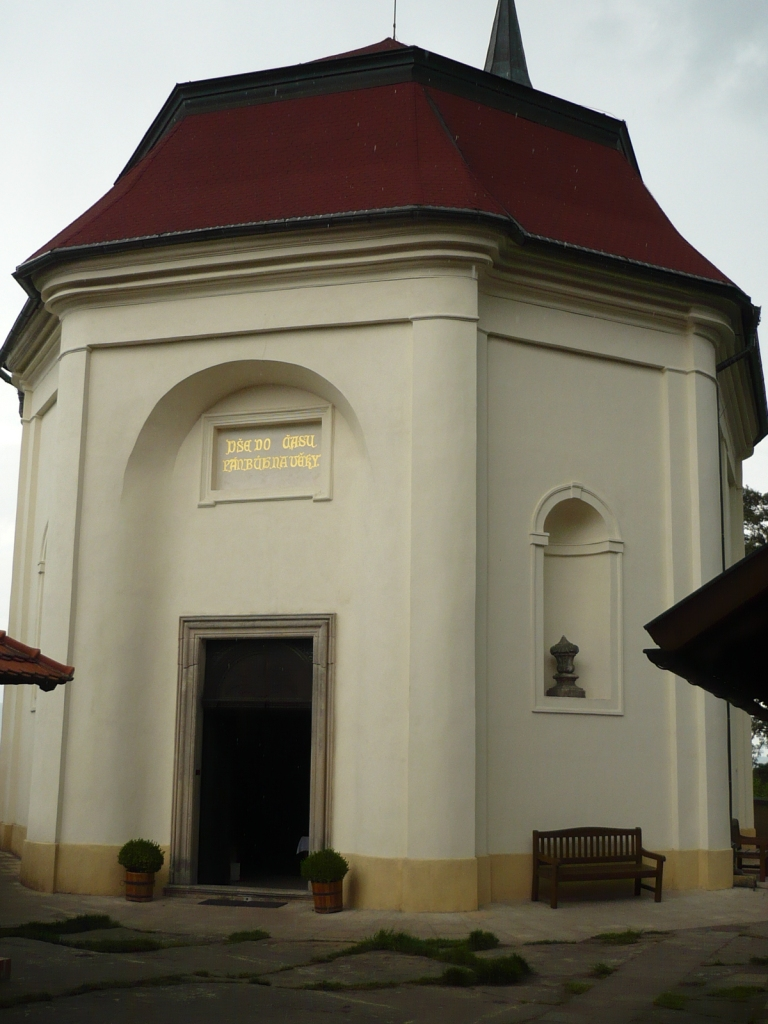
Vstud do kaple sv. Jana Nepomuckého

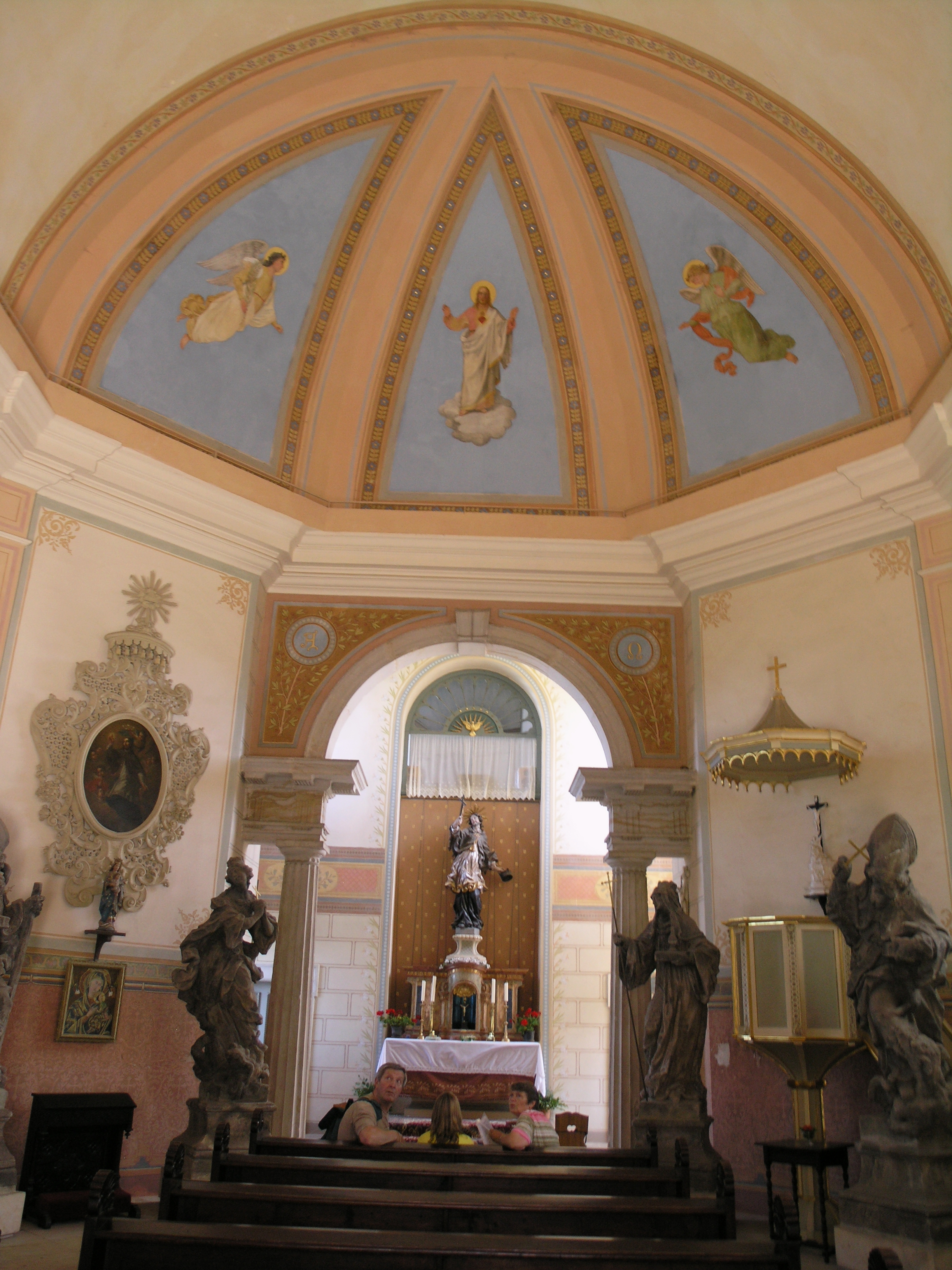
Interiér kaple svatého Jana Nepomuckého

Kaple byla založena roku 1713 hraběnkou Marií Markétou z Valdštejna z odkazu jejího manžela Františka Josefa hraběte z Valdštejna. Původně byla kaple postavena z již zvětralého kamene a došlo k poruše její statiky. Díky tomu musela být znovu postavena v roce 1722. Později ji v roce 1848 musel nechat Alois Lexa z Aehrenthalu opravit, a kaple tak získala současnou podobu. Vnitřní výmalba pochází z 19. století. Originální sochy představují jednak patrony Čech a jednak patrony rodu Valdštejnů. Ve 21. století je kaple využívána k varhanním a jiným koncertům. Příležitostně se v ní konají také svatby.

## Architektura
Jedná se o osmibokou stavbu se čtvercovým okoseným presbytářem. Je členěna pilastry a nikami uprostřed stěn. Uvnitř jsou plackové klenby z 19. století a honosný triumfální oblouk na sloupech. Barokní oltář byl klasicistně upraven a nalézá se na něm socha sv. Jana Nepomuckého. od kosmonoského sochaře Josefa Jiřího Jelínka.

## Okolí kostela
Za kaplí je tzv. nový palác. Je to romantická sestava stavení z lomového kamene z let 1830-1840. Místnosti v přízemí vyzdobili J. Brousek a K. Zapp.